# Mary Ellen Cuper
Mary Ellen Cuper (* 1847 in Bunbury, Western Australia; † 12. Januar 1877 in Australien) war eine australische Telegraphistin und die erste Postmeisterin in New Norcia.

## Leben und Werk
Cuper wurde als Ellen Pangieran als Tochter des europäischen Vaters William Ramsey und der Aborigine-Mutter Yanjipp geboren. Als ihr Vater die Familie verließ, wurde sie 1862 in das Benediktinerkloster in New Norcia geschickt. Im selben Jahr heiratete sie Peter Nhawer, der jedoch kurz danach verstarb.  1863 heiratete sie den Bauern und Cricketspieler Benedict Cuper, mit dem sie ein Kind hatte, welches jedoch noch im Säuglingsalter starb.  Mit ihrem Mann betrieb sie auf dem Missionsland einen 6 Hektar großen landwirtschaftlichen Betrieb so erfolgreich, dass er als Vorzeigeprojekt diente.
1857 wurde in New Norcia ein Postamt Victoria Plains eröffnet. Die Genehmigung einer Telegraphenleitung in den früher 1870er Jahren nach Geraldton (Australien) über New Norcia bedeutete, dass dort ein Vollzeit-Telegraphist erforderlich sein würde und somit trainierte der Benediktinermönch Rosendo Salvado Cuper für diese Arbeit. Als die Stelle der Postmeisterin in Victoria Plains im Mai 1873 unerwartet vakant wurde, berichtete der Oberaufseher der Telegraphenfirma, Scot James James Coates Fleming, dass Salvado eine Bewerberin hatte, die mit dem Telegraphencode und der Manipulation des Schlüssels bestens vertraut war und die lesen und schreiben konnte.
Cuper begann im August 1873 als Postmeisterin beim westaustralischen Vorläufer der Australia Post zu arbeiten, obwohl sie erst im Januar 1874 mit einem Gehalt von 30 Pfund pro Jahr offiziell ernannt wurde. 1875 erkrankte sie an Tuberkulose und als sich ihr Gesundheitszustand verschlechterte, bildete sie die Aborigine-Frau Sarah Caruingo Ninak zur Telegraphistin aus. Ninak übernahm einen Großteil der Post- und Telegrafiearbeit, wurde aber auch krank. 1876 besuchte Gouverneur William Cleaver Francis Robinson New Norcia und war so beeindruckt von den beiden Frauen, dass er ihre Fotos mit einem Brief nach London schickte. Eine weitere Postmeisterin und Telegraphistin, Carmine Gnarbak, die mit ihnen zusammengearbeitet hatte, folgte dem Brauch der Aborigines, einen mit dem Tod verbundenen Ort zu meiden und zog sich wie Cuper und Ninak von der Tätigkeit zurück. Cuper starb am 12. Januar 1877 und wurde mit katholischen Riten auf dem Friedhof von New Norcia beigesetzt.